# When the Last Tear’s Been Dried
When the Last Tear’s Been Dried (dt. „Wenn die letzte Träne getrocknet wurde“) ist der Titel eines Liedes der deutschen Pop-Rock-Sängerin Gracia. Es handelt sich hierbei um Baurs vierte Single. When the Last Tear’s Been Dried wurde als zweite Single aus ihrem zweiten Studioalbum Passion ausgekoppelt.

## Produktion und Erfolg
Produziert wurde When the Last Tear’s Been Dried von David Brandes. Komponiert wurde das Stück von Brandes, der Songtext zum Titel entstand in Zusammenarbeit mit John O’Flynn. Am 11. November 2005 stieg When the Last Tear’s Been Dried auf Platz 32 in die deutschen Singlecharts ein, wo sich der Song sich insgesamt neun Wochen hielt. Am 6. Januar 2006 wurde der Song das letzte Mal in der Chartwertung geführt.

## Veröffentlichung
Am 28. Oktober 2005 erschien When the Last Tear’s Been Dried als 2-Track-Single und als Maxi-Single bei Bros Music. Die 2-Track-Single beinhaltet neben dem Radio-Edit auch noch das Instrumentalstück des Titels. Auf der Maxi-Single findet sich hingegen neben dem Radio-Edit eine Classic-, eine Unplugged- und eine Extended-Version. Außerdem ist als Extra das Musikvideo als PC-Inhalt enthalten. Das Cover der 2-Track-Single zeigt Baur mit einem weißen Pullover vor einer Kulisse des Videodrehs; die Maxi-Single zeigt Baur sitzend auf weißem Sand. 

## Musikvideo
2005 entstand das Musikvideo zu When the Last Tear’s Been Dried, beim Videodreh fungierte Sascha Kramer als Regisseur.

## Rezeption
Michael Biedermann von cdstarts nannte When the Last Tear’s Been Dried eine „Herzschmerzballade“. Außerdem bewertete Biedermann den Song als „eine Ballade mit wenig Belang und tausendfach gehörter Melodie“, die bei „jeder Schlagerparty“ seiner Beurteilung nach gut ankäme.

## Coverversion
2012 wurde der Song durch Ute Freudenberg als Was dein Schweigen mir sagt veröffentlicht, ebenfalls produziert von David Brandes.